# Nélson Borges
Nélson Borges de Freitas (Herculândia, 22 de janeiro de 1955) é um ex-futebolista brasileiro que atuava como meio-campista.

## Carreira
Nelson Borges iniciou sua trajetória no futebol amador de Tupã. Profissionalmente, iniciaria no Tupã FC.
Chegou no Noroeste em 1975 para defender o juvenil e foi titular da equipe vice-campeã invicta do Torneio Juvenil da Integração. Acabou sendo emprestado ao Tupã, onde disputou o campeonato da segunda divisão de 1976.
Em 1977, pela Seleção Paulista, foi campeão da Copa Presidente da Coreia do Sul, marcando 14 gols no torneio.
No ano seguinte, atuou pelo Santos, sendo campeão paulista de 1978. Ficou no clube até junho de 1979.
Depois de não ter ido muito bem no Santos, foi emprestado para o America do Rio de Janeiro até o final de 1979. Ficaria no clube até 1982.
Em 1981 e 1982, atuou pelo Náutico por empréstimo.
Seu último clube foi o Estrela Amadora de Portugal, onde foi campeão da Taça de Portugal de 1989–90, marcando um gol no primeiro jogo da final. Em Portugal, jogou 4 temporadas e 102 jogos na Primeira Liga pelo Estrela Amadora e pelo Farense.

## Títulos
Seleção Paulista
- Copa Presidente da Coreia do Sul: 1977

Santos
- Campeonato Paulista: 1978

Estrela Amadora
- Taça de Portugal: 1989–90